# Neuer Bau (Stuttgart)

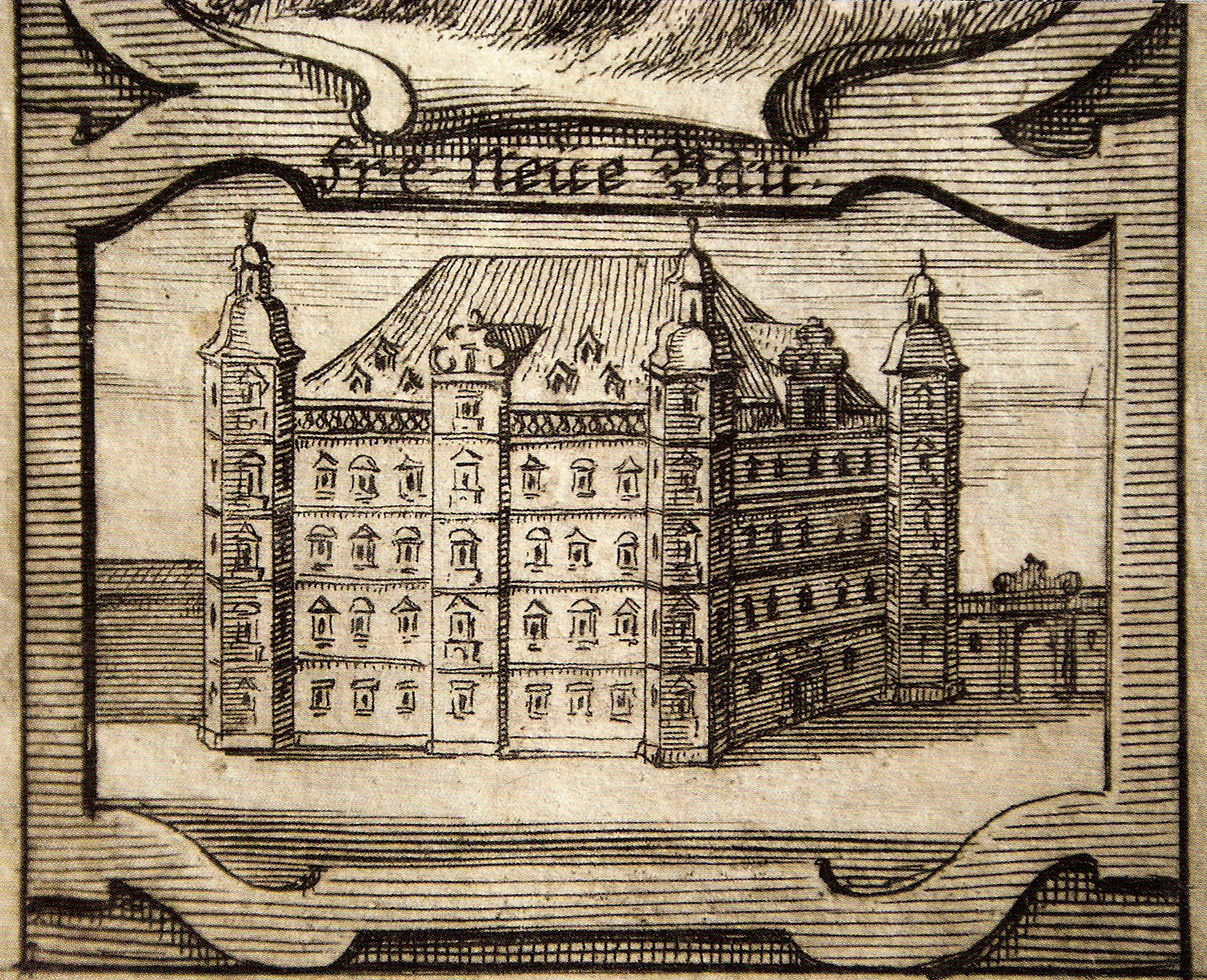
Neuer Bau, Holzschnitt von Leonhard Heckenauer

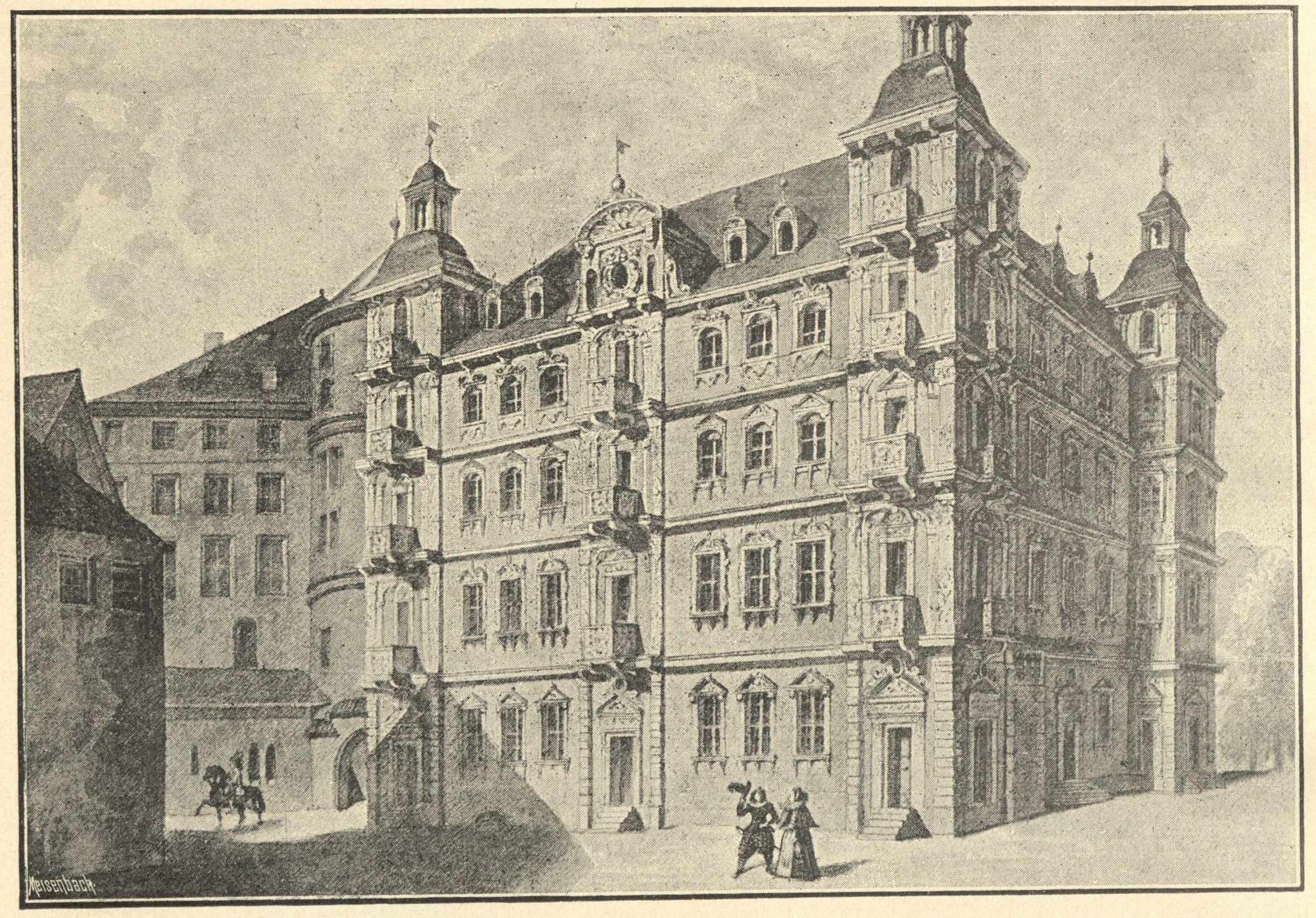
Rekonstruierte Ansicht von Max Bach nach einem Original von Viktor Heideloff

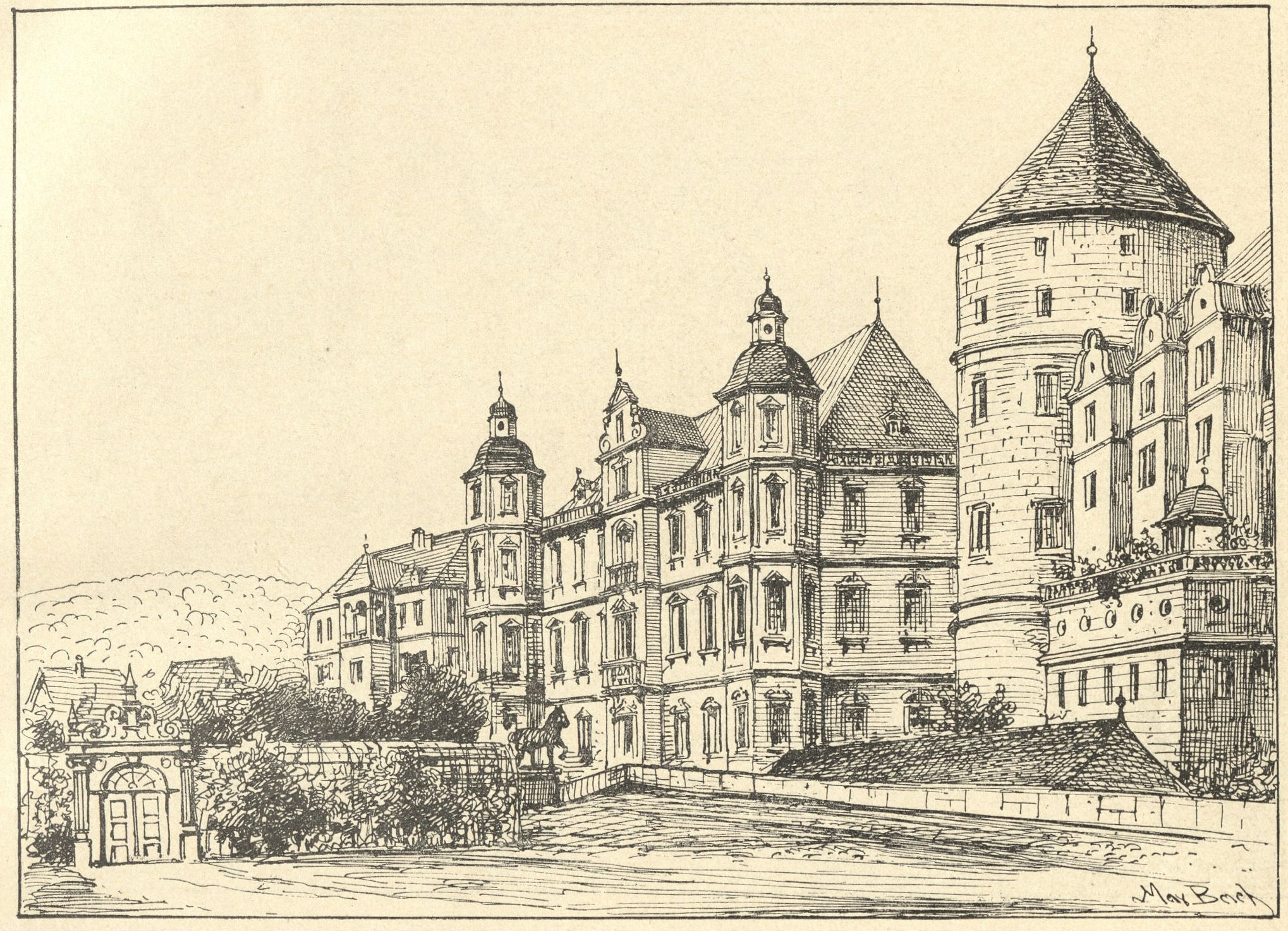
Altes Schloss mit Neuem Bau, 1698

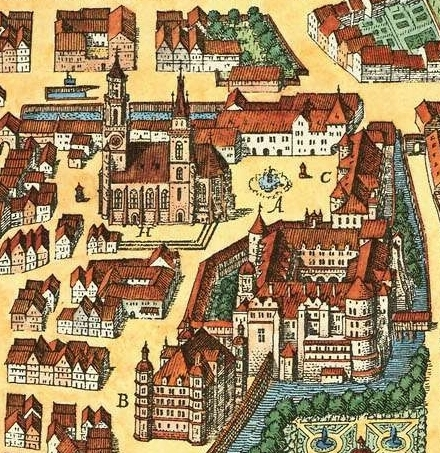
Neuer Bau, gekennzeichnet mit B (Ausschnitt aus Merians Stuttgart-Ansicht 1638)

Der Neue Bau, auch Neuer Marstall, Fürstlicher Stall oder Harnischhaus, war ein Renaissancebau in Stuttgart, der auf Befehl des württembergischen Herzogs Friedrich I. durch den Baumeister Heinrich Schickhardt 1599 bis 1609 errichtet wurde. 1757 brannte er ab; die Ruine wurde 1778 abgerissen.

## Bau
Der Neue Bau entstand anstelle mehrerer Privathäuser, des sogenannten Unteren Bades und einer älteren Rüstkammer. Die Grundsteinlegung fand am 16. März 1599 im Beisein des Herzogs statt, südlich des Alten Schlosses, innerhalb der alten Stadtmauer. Der Kunsthistoriker Max Bach schrieb 1896 in Bilder aus Alt-Stuttgart, dass 1786 beim Abbruch des Gebäudes eine Kupferplatte mit folgender Inschrift gefunden wurde:

„Uff den 16. Martii 1599 hat der durchlauchtig hochgeborn Fürst und Herr Herr Friedrich Hertzog zu Würtemberg und Teckh, Graven zu Mömpelgart, Herr zu Haidenheim und Ritter beider königlichen Orden in Frankhreich unnd Engelland den ersten Stein an diesem furstlichen Marstall und Rüst-Chammerbau lassen legen. Der Allmächtig verleye Hand darzu, Amen.“

Bach berichtet zudem von Komplikationen während des Baus: „Durch ein Erdbeben am 10. September 1603 erlitt der Bau bedeutende Beschädigungen, so daß ein Teil wieder abgetragen werden mußte; erst 1607 wurde das Ziegeldach aufgesetzt, aber im Inneren wurde noch zwei Jahre lang gebaut.“
Herzog Friedrichs Nachfolger Johann Friedrich ließ 1612 die Ziegeldeckung durch Kupferblech ersetzen.

## Nutzung
Das Erdgeschoss diente als Marstall, darüber war ein Festsaal. In den oberen Geschossen waren die herzogliche Rüstkammer und das Kunstkabinett untergebracht. 1711 bewohnte die Gräfin von Würben den Neuen Bau.

## Brand und Abriss
Am 22. Dezember 1757 brannte das Gebäude ab. Über den Hergang schrieb Max Bach:

„Herzog Karl wollte in dem großen unteren Saale eine französische Komödie aufführen lassen, und es waren daher eine Menge Handwerksleute beschäftigt, die nötigen Zurüstungen dazu zu treffen. Da brach mittags gegen 2 Uhr, als der Herzog gerade bei der Tafel saß, plötzlich Feuer aus, welches sich so rapid verbreitete, daß an ein Retten der Kostbarkeiten nicht mehr zu denken war. Um 5 Uhr stürzte das schwere kupferne Dach ein und erstickte das Feuer, der Rauch war aber ein so furchtbarer, daß man erst den andern Morgen sich nähern konnte.“

Nach dem Brand wäre ein Wiederaufbau möglich gewesen, Herzog Karl ließ jedoch nur die Pferdeställe restaurieren, der Rest des Gebäudes stand 20 Jahre lang als Ruine.
1778 wurde mit dem Abbruch der Ruine begonnen, was sich als schwierig erwies, da „sämtliche Quader mit eisernen Klammern mit einander verbunden waren.“

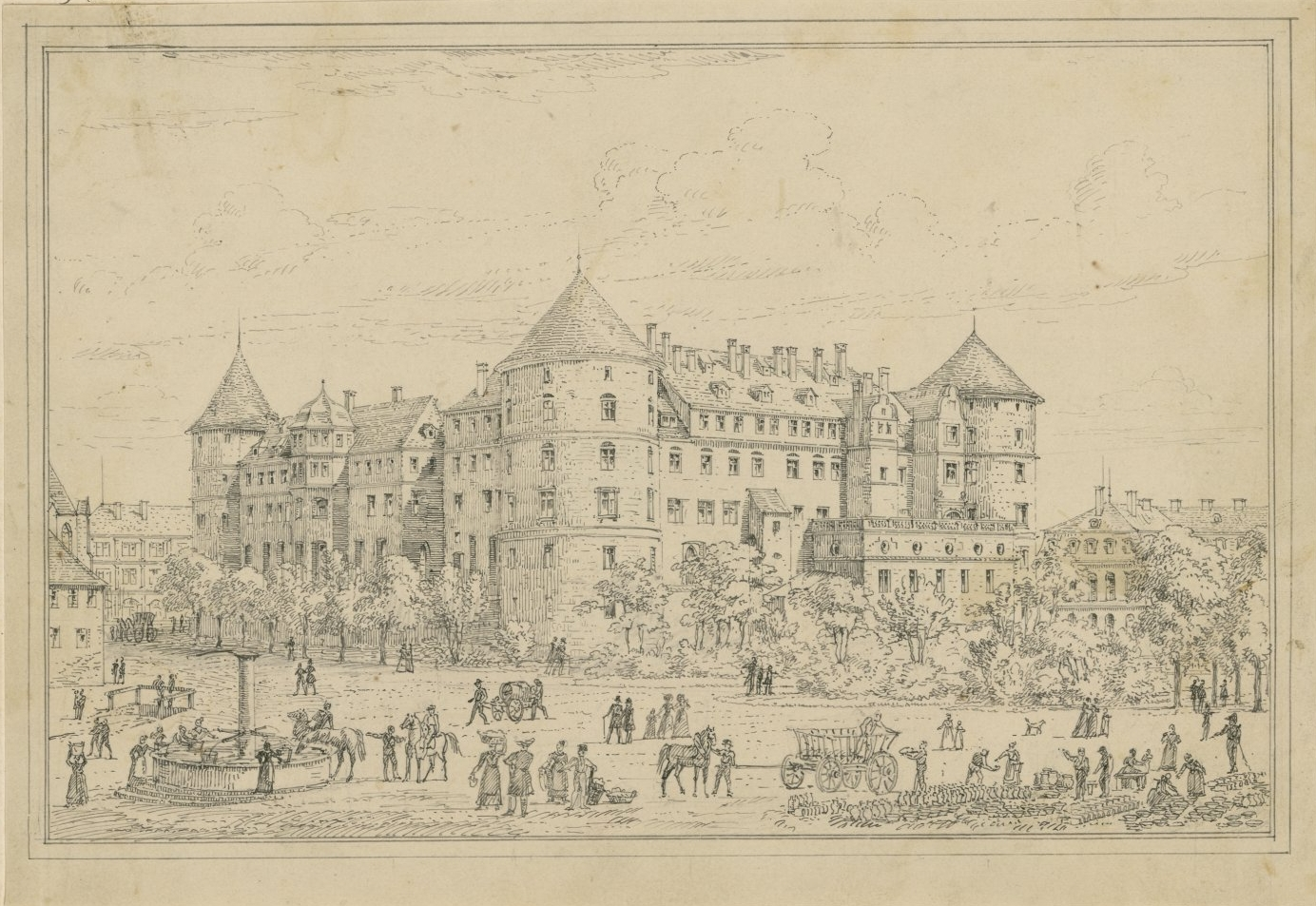
Dorotheenplatz ca. 1830, nach Abriss des Neuen Baus

1782 wurde der Platz um den Neuen Bau eingeebnet, dies vergrößerte den Bärenplatz, später Dorotheenplatz genannt. 1864 wurde hierauf die Blumen- und Gemüsehalle errichtet, die Vorgängerin der bis 1914 erbauten Markthalle Stuttgart.